# 孫義 (天順進士)
孫義（1431年—1490年），字以方，應天府上元縣人，明朝政治人物，太醫院醫籍，治《詩經》。

## 生平
正月十五日生，行一。由國子生中式順天府鄉試第四十名舉人，會試中式第一百六十四名。年三十四歲中式天順八年甲申科第二甲第四十三名進士。

## 家族
曾祖孫覺祥；祖孫得中；父孫讓，醫士；母吳氏；繼母楊氏。具慶下，妻□氏。